# 王陞 (萬曆丙辰進士)
王陞（？—？），字超之，號念生，南直隸松江府上海縣（今屬上海市）人。明末官員。

## 生平
王陞是萬曆三十四年（1606年）丙午科舉人，萬曆四十四年（1616年）考中丙辰科進士。吏部觀政，四十五年授浙江常山县知縣，四十七年補山陰縣知縣。天啟四年（1624年），任順天府固安縣知縣。五年行取入朝為工部主事，六年調兵部。崇祯二年管理章奏，三年主考山東鄉試，四年升职方司员外郎，管册庫，考察闲住。
崇禎年間，擢太僕寺少卿。

## 家族
曾祖王瀛。祖父王之梁。父王炜。承繼父王炳然。兄王陛以明经科入仕，任训导，弟臺、坊、稑皆举乡荐。五人友爱无间，为时人称道。